# تریازن
تریازن (به انگلیسی: Triazene) یک ترکیب شیمیایی با شناسه پاب‌کم ۱۱۵۰۳۴ است.